# Melaspilea constrictella
Melaspilea constrictella är en lavart som först beskrevs av Stirt., och fick sitt nu gällande namn av A. L. Sm. Melaspilea constrictella ingår i släktet Melaspilea och familjen Melaspileaceae.   Inga underarter finns listade i Catalogue of Life.